# Peoria (Illinois)
Peoria ist eine Stadt und Verwaltungssitz des Peoria County im US-amerikanischen Bundesstaat Illinois. Das U.S. Census Bureau hat bei der Volkszählung 2020 eine Einwohnerzahl von 113.150 ermittelt.
Sie ist Sitz des 1875 errichteten römisch-katholischen Bistums Peoria. Die Kathedrale Saint Mary of the Immaculate Conception wurde 1889 fertiggestellt.

## Geographie
Peoria ist die größte Stadt am Illinois River. Die Stadt liegt auf 40° 43' 15" nördlicher Breite und 89° 36' 34" westlicher Länge und hat eine Fläche von 120,8 km².

## Sprichwörtliche Bedeutung
Peoria wurde als Musterstadt für den Mittleren Westen der USA bekannt, weil ihre Bevölkerung in etwa der durchschnittlichen Bevölkerung dieser Staaten entspricht. So werden viele neue Produkte zuerst in Peoria getestet. In diesem Zusammenhang hat der Name der Stadt eine in den USA bekannte Redewendung geprägt: „Will it play in Peoria?“, sinngemäß: „Wird es in Peoria ankommen?“ Die Frage, ob „es“ den Geschmack des Durchschnittsamerikaners in einer typischen Stadt des Mittleren Westens treffen wird (und damit den Geschmack der amerikanischen Mehrheitsbevölkerung), kann sich auf ein Produkt beziehen, aber z. B. auch auf ein kulturelles Phänomen oder einen politischen Kandidaten.
Eine ähnliche Bedeutung hatte Haßloch als Testmarkt für Deutschland.

## Bildung, Wirtschaft und Sport
Peoria beheimatet die Bradley University, die Opera Illinois und die Notre Dame High School. Der Maler Frank Charles Peyraud schuf in der Stadt zahlreiche Wandmalereien.
In Peoria befindet sich der Hauptsitz des Unternehmens Caterpillar, des größten Baumaschinenherstellers der Welt. Außerdem gab es hier die Eishockeymannschaft Peoria Rivermen, ein Farmteam der St. Louis Blues.

## Justiz
Peoria ist Sitz eines Bezirksgerichts. Der Mordprozess gegen den Serienmörder Richard Speck im Frühjahr 1967 lenkte weltweite Aufmerksamkeit auf Peoria.

## Städtepartnerschaften
Peoria ist durch Städtepartnerschaften mit Benxi in China, Clonmel in Irland und Friedrichshafen in Deutschland verbunden.

## Söhne und Töchter der Stadt
- Martin Abegg (* 1950), evangelischer Theologe und Qumranforscher
- Marion Ballantyne White, (1871–1958), Mathematikerin und Professorin am Carleton College
- Gerald Thomas Bergan (1892–1972), römisch-katholischer Geistlicher, Erzbischof von Omaha
- Laura Bornholdt (1919–2012), Historikerin
- Howard Brown (1924–1975), Mediziner, Gesundheitsbeamter, Hochschullehrer und Autor
- James B. Busey IV. (1932–2023), Admiral und Politiker
- Mariclare Costello (* 1936), Schauspielerin
- Dan Fogelberg (1951–2007), Sänger und Komponist
- Betty Friedan (1921–2006), Feministin und Publizistin
- Jack Fritscher (* 1939), Autor
- Lee Garmes (1898–1978), Kameramann, Filmproduzent und Regisseur
- Andrew Gerber (1943–2002), Maler
- Wentworth Goss (1903 oder 1904–1971), Offizier der US Air Force
- Dale W. Hardin (1922–2014), Jurist und Regierungsbediensteter
- Joseph R. Holzapple (1914–1973), General der United States Air Force
- Barry Hughart (1934–2019), Fantasy-Autor
- Ernst Ising (1900–1998), deutscher Physiker, ab 1948 Professor an der Bradley University
- Joseph F. Keithley (1915–1999), Unternehmer
- Ray LaHood (* 1945), Politiker
- John Little (* 1984), Basketballspieler
- Shaun Livingston (* 1985), Basketballspieler
- Mauch-Zwillinge (1921–2006/07), Kinderschauspieler
- Robert H. Michel (1923–2017), Politiker
- Richard Pryor (1940–2005), Schauspieler
- Matthew Savoie (* 1980), Eiskunstläufer
- John M. Shalikashvili (1936–2011), 1952 eingewanderter US-General
- Fulton J. Sheen (1895–1979), kath. Erzbischof
- Jen Shyu (* 1978), Experimentalmusikerin
- Dan Simmons (* 1948), Schriftsteller
- Lindsay Stalzer (* 1984), Volleyballspielerin
- David Ogden Stiers (1942–2018), Schauspieler und Musiker
- Cynthia Stone (1926–1988), Fernsehschauspielerin
- Paul Francis Tanner (1905–1994), Bischof von Saint Augustine
- Jim Thome (* 1970), Baseballspieler
- Marshall Thompson (1925–1992), Schauspieler
- Orin Upshaw (1874–1937), Tauzieher
- Steve Vinovich (* 1945), Schauspieler
- Raymond Albert Wheeler (1885–1974), Generalleutnant der US Army
- John Wimber (1934–1997), Musiker, Pastor, Professor am Fuller Theological Seminary und Gründer der Vineyard-Church-Bewegung
- Patrick Winston (1943–2019), Informatiker, Leiter des Al-Lab am Massachusetts Institute of Technology
- Allan Bernard Wolter (1913–2006), Ordensgeistlicher und Philosoph
- Chloethiel Woodard Smith (1910–1992), Architektin und Stadtplanerin
- Ty Ziegel (1982–2012), Marineinfanterist

ebenso:
- Mudvayne, Rockband

## Klimatabelle
|                        | Jan   | Feb  | Mär  | Apr  | Mai  | Jun   | Jul   | Aug  | Sep  | Okt  | Nov  | Dez  |   |       |
| Mittl. Temperatur (°C) | −5,8  | −3,2 | 3,9  | 10,8 | 16,6 | 21,9  | 24,2  | 22,8 | 18,9 | 12,2 | 5,1  | −2,8 | ⌀ | 10,4  |
| Mittl. Tagesmax. (°C)  | −1,2  | 1,6  | 8,9  | 16,7 | 22,7 | 27,9  | 29,8  | 28,4 | 24,9 | 18,2 | 9,9  | 1,4  | ⌀ | 15,8  |
| Mittl. Tagesmin. (°C)  | −10,4 | −7,9 | −1,2 | 4,9  | 10,5 | 15,9  | 18,6  | 17,3 | 12,9 | 6,2  | 0,3  | −7,1 | ⌀ | 5,1   |
|                        |       |      |      |      |      |       |       |      |      |      |      |      |   |       |
| Niederschlag (mm)      | 38,4  | 36,1 | 73,9 | 95,8 | 94,0 | 101,3 | 106,7 | 78,7 | 98,3 | 67,3 | 68,3 | 62,0 | Σ | 920,8 |
|                        |       |      |      |      |      |       |       |      |      |      |      |      |   |       |
| Sonnenstunden (h/d)    | 4,8   | 5,5  | 6,1  | 7,4  | 8,8  | 10,2  | 10,0  | 9,0  | 7,8  | 6,6  | 4,3  | 3,8  | ⌀ | 7     |
|                        |       |      |      |      |      |       |       |      |      |      |      |      |   |       |
| Luftfeuchtigkeit (%)   | 74    | 73   | 71   | 65   | 67   | 67    | 71    | 74   | 73   | 71   | 75   | 78   | ⌀ | 71,6  |

| −10,4 |

| −7,9 |

| −1,2 |

| 4,9 |

| 10,5 |

| 15,9 |

| 18,6 |

| 17,3 |

| 12,9 |

| 6,2 |

| 0,3 |

| −7,1 |

| −10,4 |

| −7,9 |

| −1,2 |

| 4,9 |

| 10,5 |

| 15,9 |

| 18,6 |

| 17,3 |

| 12,9 |

| 6,2 |

| 0,3 |

| −7,1 |